# Jewhen Jelisiejew
Jewhen Wołodymyrowycz Jelisiejew, ukr. Євген Володимирович Єлісєєв (ur. 6 marca 1989 w Zaporożu) – ukraiński piłkarz, grający na pozycji pomocnika.

## Kariera piłkarska

### Kariera klubowa
Wychowanek klubów Metałurh Zaporoże i Szachtar Donieck, barwy których bronił w juniorskich mistrzostwach Ukrainy (DJuFL). 6 kwietnia 2006 rozpoczął karierę piłkarską w trzeciej drużynie Szachtara Donieck. Latem 2007 został piłkarzem Dnipra Czerkasy. Latem 2009 po finansowych problemach klubu przeniósł się do Desny Czernihów. Podczas przerwy sezonu 2010/11 przeszedł do klubu Howerła-Zakarpattia Użhorod, w barwach której 14 lipca 2012 debiutował w Premier-lidze. Po zakończeniu sezonu 2012/13 opuścił zakarpacki klub.

## Sukcesy i odznaczenia

### Sukcesy klubowe
- mistrz Pierwszej Lihi Ukrainy: 2012